# Remixed & Rare
Remixed & Rare é um álbum dos melhores êxitos do grupo de hip-hop e electro Mantronix. O álbum foi lançado pela gravadora EMI em 25 de Maio de 2004.

## Faixas
1. "Got To Have Your Love Featuring Wondress (Original 12")" - 6:17
2. "Take Your Time Featuring Wondress (Club Dub)" - 9:31
3. "Bassline (Stretched)" - 6:01
4. "Who Is It? (Dub Version)" - 3:53
5. "Don't Go Messin' With My Heart (Original 12")" - 4:22
6. "Don't You Want More Featuring Wondress (Club Version)" - 6:06
7. "Sing A Song (Break It Down)" - 4:08
8. "I Get Lifted" - 3:27
9. "Step To Me (Do Me) (The Real Club Mix)" - 6:19
10. "This Should Move Ya" - 2:51
11. "(I'm) Just Adjustin' My Mic ('91 Version)" - 3:30
12. "Flower Child (Summer Of Love)" - 4:58
13. "Do You Like...Mantronik(?)" - 3:23
14. "Get Stupid Part IV (Get On Up '90)" - 3:04